# دانی جیکوبز (هنرپیشه)
دانی جیکوبز (انگلیسی: Danny Jacobs؛ زادهٔ ۷ ژوئیهٔ ۱۹۶۸) یک هنرپیشه اهل ایالات متحده آمریکا است. وی از سال ۱۹۹۷ میلادی تاکنون مشغول فعالیت بوده‌است.